# شرطة مكافحة الشغب الألمانية

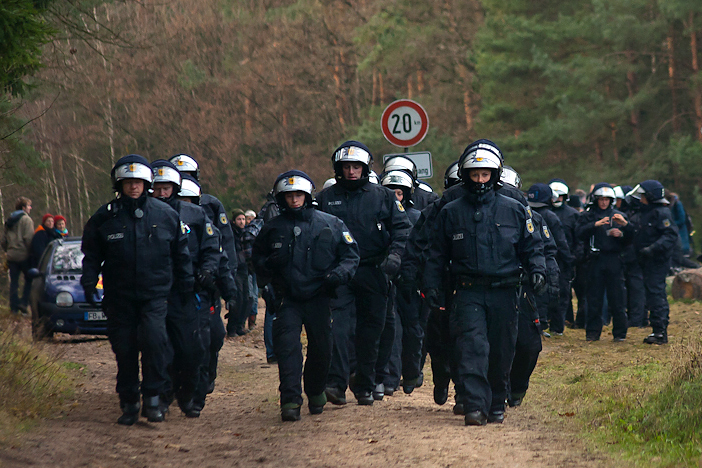
ضباط شرطة مكافحة الشغب الألمانية خلال مظاهرة

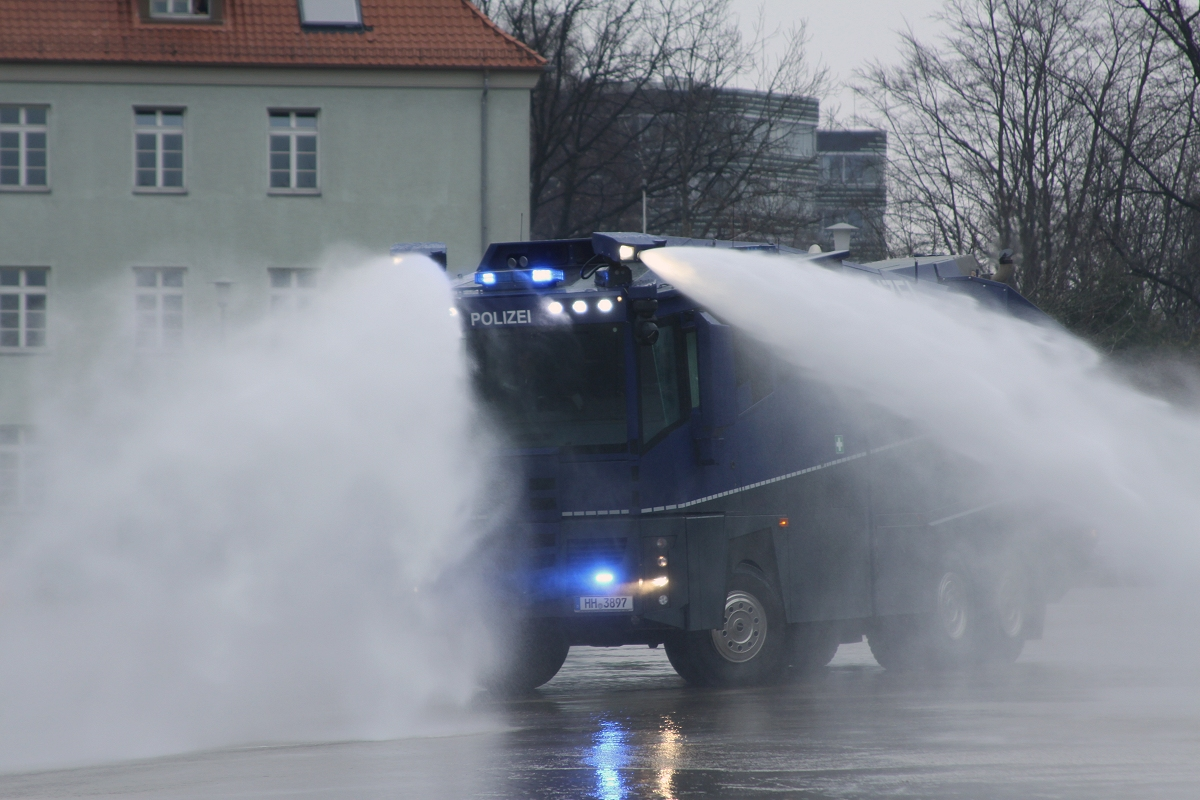
و Wasserwerfer 10000 (مدفع المياه) في هامبورغ Bereitschaftspolizei.

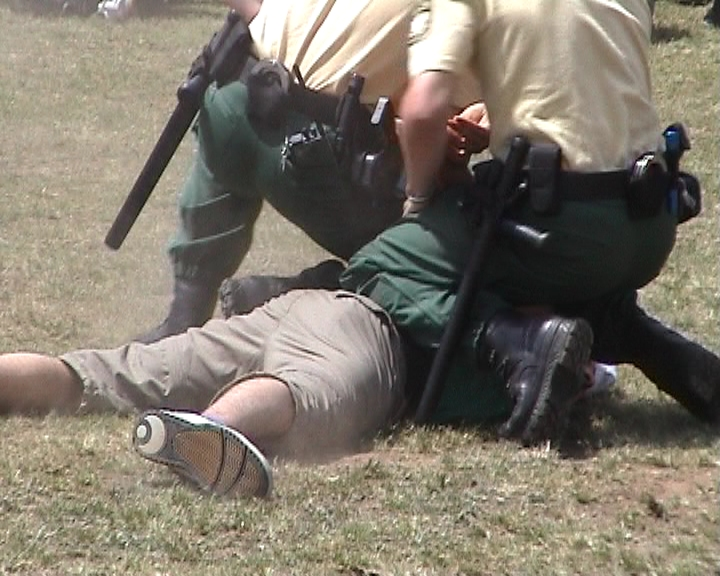
ضباط شرطة مكافحة الشغب البافارية (يرتدون الزي البافاري)

شرطة مكافحة الشغب (حرفيًا «شرطة الاستعداد / الشرطة تحت الطلب» ، شرطة مكافحة الشغب بشكل فعال) هي وحدات الدعم ورد الفعل السريع لقوات الشرطة الألمانية. وهي تتألف من وحدات مفرزة من الشرطة الاتحادية وقوات شرطة الولاية في ألمانيا.

## جمهورية فيدرالية
تحتفظ وزارة الداخلية الاتحادية بمكتب شرطة مكافحة الشغب في برلين يراقب وينسق نشر جميع وحدات شرطة مكافحة الشغب في ألمانيا. توفر الوزارة أيضًا أسلحة موحدة ومركبات ومعدات أخرى.

### الشرطة الاتحادية
يحتفظ البوندسبوليزي بعشر كتائب للرد السريع (تدعى بوندسبوليزيابتييلونج أو BPA) متمركزة في جميع أنحاء البلاد في راتسبورج وأويلزن وبلومبرغ وباد دوبن ودودرشتات وسانكت أوجستين وهونفلد وبايرويت وباد بيرغزابيرن وديغندورف. يمكن لهذه الوحدات تعزيز الشرطة الفيدرالية في أي مجال من مهامها ودعم قوات الشرطة في الولايات. كما يتم تدريبهم لمساعدة السلطات المحلية في حالة الكوارث والانتفاضات. بموجب خطط وزارة الداخلية الجديدة، سيزداد عدد وحدات شرطة مكافحة الشغب من 28 إلى 29 وحدة تقريبًا. 25 في المئة من وحدات دعم الشرطة في ألمانيا. 

## في جمهورية ألمانيا الديمقراطية السابقة
انظر المقال:فولكسبوليز-بيريتشافن

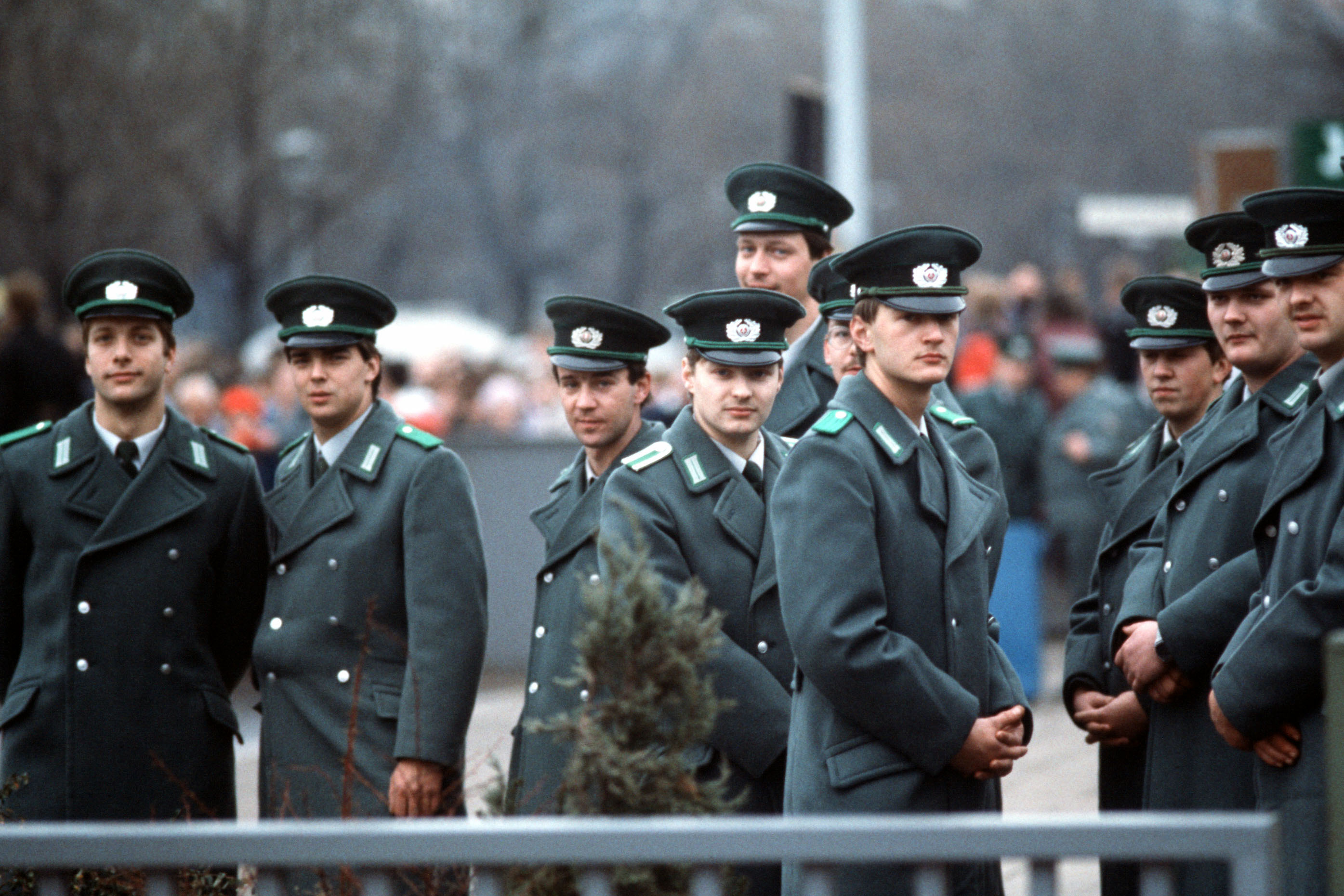
Volkspolizei-Bereitschaft من Basdorf في الخدمة عند بوابة بوابة براندنبورغ قبل سقوط جدار برلين

حافظت وزارة الداخلية الألمانية الشرقية على الإدارة المستقلة لوحدات الإنذار في فولكسبوليزي المعروفة باسم فولكسبوليز-بيريتشافن (VPB). وهي تتألف من ما بين 12000 و 15000 رجل (تختلف المصادر) في 21 وحدة من وحدات الإنذار فولكسبوليزي من قوة الكتيبة. كان هناك عادة وحدة واحدة لكل مقاطعة في ألمانيا الشرقية، لكن المناطق الرئيسية في هالي ولايبزيغ وماغديبورغ، حيث كان عدد سكانها الكبير يتكون من الطبقة العاملة، وبوتسدام كان لكل منها وحدتين. كان لرئاسة شرطة الشعب في برلين الشرقية ثلاث وحدات تقع في باسدورف.
- مقر القسم
- أربع وحدات في حالة تأهب:
  - وحدة ميكانيكية واحدة من ناقلات الجنود المدرعة ذات العجلات
  - ثلاث وحدات بدراجات موضوعة في شاحنات
- وحدات الدعم
  - فصيلة مضادة للدبابات ب3x45 مم / 57   مم (لاحقًا صاروخ موجه مضاد للدروع )
  - فصيلة المدفعية ب 3x76.2   مم ZiS-3 الميدان / المدافع المضادة للدبابات
  - فصيلة هاون بقذائف هاون 3 × 82 ملم
- مقر الوحدات والموظفين:
  - إشارات الفصيلة
  - فصيلة مهندس
  - فصيلة كيميائية
  - فصيلة الاستطلاع
  - فصيلة النقل
  - فصيلة العرض
  - قسم التحكم
  - القسم الطبي

تم تجهيز هذه الوحدات بأسلحة المشاة الخفيفة والمتوسطة، وناقلات الجنود المدرعة ذات العجلات SK-1 وخراطيم المياه SK-2 (الإصدارات المدرعة وغير المدرعة) والحافلات. وكان الزي الرسمي لفولكسبوليزى الرمادي والأخضر. كانت الاعتمادية السياسية لوحدات التنبيه ذات أهمية خاصة لحزب الوحدة الاشتراكية في ألمانيا (SED) حيث سيتم استخدامها ضد السكان في حالة الاضطرابات الاجتماعية مثل انتفاضة 17 يونيو 1953 في المناطق الصناعية بألمانيا الشرقية.